# Фабіо Лучоні
Фабіо Лучоні (італ. Fabio Lucioni, нар. 25 вересня 1987, Терні) — італійський футболіст, захисник клубу «Палермо».

## Ігрова кар'єра
Народився 25 вересня 1987 року в місті Терні. Вихованець футбольної школи клубу «Тернана» з рідного міста. Дорослу футбольну кар'єру розпочав 2004 року в основній команді того ж клубу, зігравши у сезоні 2005-06 один матч у Серії В, який став для нього дебютним, проте команда вилетіла в Серію С1, де Лучоні зіграв ще 13 матчів за наступні півтора року. Після цього з січня 2008 року гравець здавався в оренду в клуби Лега Про Секонда Дівізіоне «Монополі» та «Нойкаттаро», у складі якого провів наступний рік своєї кар'єри гравця. Більшість часу, проведеного у складі У складі, був основним гравцем захисту команди. Влітку 2009 року Фабіо повернувся до «Тернани», проте до кінця року так більше і не зіграв в її складі жодного матчу. Після цього Лучоні до четвертого італійського дивізіону і до кінця сезону грав за «Джелу».
У липні 2010 року він був підписаний клубом Серії B «Сієною» за 25 000 € і відразу був відправлений до «Барлетти» на правах спільної власності за плату € 500. 23 червня 2011 року «Сієна» викупила контракт Лучоні також за € 500, однак команда пробилась до Серії А і Фабіо не вдалося потрапити в першу команду.
22 липня 2011 року Лучоні приєднався до іншого клубу з Лега Про Пріма Дівізіоне, «Спеції», але цього разу на правах оренди. З цією командою він виграв Суперкубок Лега Пріма Дивізіоне, обігравши свій рідний клуб «Тернану», а також пробився з клубом в Серію B. Після цього 5 липня 2012 року він потрапив у список 28 гравців на передсезонні збори «Сієни», але вже 20 липня він покинув клуб.
З 20 липня 2012 року два сезони захищав кольори «Реджини» у Серії В, причому у другому сезоні був основним гравцем команди, зігравши у 37 матчах чемпіонату.
До складу клубу «Беневенто» приєднався влітку 2014 року. У першому сезоні клуб програвав у плей-оф, але з другої спроби наступного року зумів вперше в своїй історії вийти до Серії В. Там у першому ж сезоні 2016/17 клуб виграв плей-оф і сенсаційно вийшов до Серії А. В елітному італійському дивізіоні Лучоні вже не був гравцем основного складу, провівши за сезон лише 8 матчів чемпіонату, а його команді не вдалося закріпитися в еліті, вона посіла останнє місце в сезоні 2017/18 і понизилася у класі.
Влітку 2018 року гравець перейшов до «Лечче», за результатами сезону 2018/19 ця команда стала другою у його кар'єрі, у складі якої йому вдалося здобути підвищення у класі до Серії А. Загалом у складі «Лечче» протягом чотирьох сезонів взяв участь у 142 іграх різних турнірів, був капітаном команди.
2022 року допоміг команді знову вибороти місце в найвищому дивізіоні, проте після цього її залишив, перейшовши на правах оренди до «Фрозіноне», де провів один сезон.
Влітку 2023 року досвідчений 35-річний гравець приєднався до іншого представника Серії B «Палермо».

## Статистика виступів

### Статистика клубних виступів
Станом на 2 вересня 2023 року
| Сезон                 | Команда               | Чемпіонат             | Чемпіонат | Чемпіонат | Національний кубок | Національний кубок | Національний кубок | Континентальні кубки | Континентальні кубки | Континентальні кубки | Інші змагання | Інші змагання | Інші змагання | Усього | Усього |
| Сезон                 | Команда               | Ліга                  | Ігор      | Голів     | Ліга               | Ігор               | Голів              | Ліга                 | Ігор                 | Голів                | Ліга          | Ігор          | Голів         | Ігор   | Голів  |
| --------------------- | --------------------- | --------------------- | --------- | --------- | ------------------ | ------------------ | ------------------ | -------------------- | -------------------- | -------------------- | ------------- | ------------- | ------------- | ------ | ------ |
| 2005–06               | «Тернана»             | B (ІІ)                | 1         | 0         | КІ                 | -                  | -                  | -                    | -                    | -                    | -             | -             | -             | 1      | 0      |
| 2006–07               | «Тернана»             | C1 (ІІІ)              | 5         | 0         | КІ+КІ-C            | 0+2                | 0+1                | -                    | -                    | -                    | -             | -             | -             | 7      | 1      |
| 2007–08               | «Тернана»             | C1 (ІІІ)              | 8         | 0         | КІ-C               | 3                  | 1                  | -                    | -                    | -                    | -             | -             | -             | 11     | 1      |
| 2007–08               | «Монополі»            | C2 (IV)               | 7         | 1         | КІ-C               | 0                  | 0                  | -                    | -                    | -                    | -             | -             | -             | 7      | 1      |
| 2008–09               | «Нойкаттаро»          | СД (IV)               | 29        | 5         | КІ-ЛП              | 5                  | 1                  | -                    | -                    | -                    | -             | -             | -             | 34     | 6      |
| 2009–10               | «Тернана»             | ПД (ІІІ)              | 0         | 0         | КІ-ЛП              | -                  | -                  | -                    | -                    | -                    | -             | -             | -             | 0      | 0      |
| Усього за «Тернану»   | Усього за «Тернану»   | Усього за «Тернану»   | 14        | 0         |                    | 5                  | 2                  |                      | -                    | -                    |               | -             | -             | 19     | 2      |
| 2010–11               | «Джела»               | СД (IV)               | 15        | 0         | КІ-ЛП              | -                  | -                  | -                    | -                    | -                    | -             | -             | -             | 15     | 0      |
| 2010–11               | «Барлетта»            | ПД (ІІІ)              | 32        | 3         | КІ-ЛП              | 4                  | 1                  | -                    | -                    | -                    | -             | -             | -             | 36     | 4      |
| 2011–12               | «Спеція»              | ПД (ІІІ)              | 31        | 2         | КІ+КІ-ЛП           | 2+4                | 0                  | -                    | -                    | -                    | СЛ-ПД         | 2             | 1             | 39     | 3      |
| 2012–13               | «Реджина»             | B (ІІ)                | 11        | 0         | КІ                 | 1                  | 1                  | -                    | -                    | -                    | -             | -             | -             | 12     | 1      |
| 2013–14               | «Реджина»             | B (ІІ)                | 37        | 2         | КІ                 | 2                  | 0                  | -                    | -                    | -                    | -             | -             | -             | 39     | 2      |
| Усього за «Реджину»   | Усього за «Реджину»   | Усього за «Реджину»   | 48        | 2         |                    | 3                  | 1                  |                      | -                    | -                    |               | -             | -             | 51     | 3      |
| 2014–15               | «Беневенто»           | ЛП (ІІІ)              | 35+1      | 1         | КІ+КІ-ЛП           | 2+1                | 0+1                | -                    | -                    | -                    | -             | -             | -             | 39     | 2      |
| 2015–16               | «Беневенто»           | ЛП (ІІІ)              | 33        | 1         | КІ+КІ-ЛП           | 1+1                | 0                  | -                    | -                    | -                    | С-ЛП          | 2             | 0             | 37     | 1      |
| 2016–17               | «Беневенто»           | B (ІІ)                | 41+5      | 3         | КІ                 | 1                  | 0                  | -                    | -                    | -                    | -             | -             | -             | 47     | 3      |
| 2017–18               | «Беневенто»           | A (І)                 | 8         | 0         | КІ                 | 1                  | 0                  | -                    | -                    | -                    | -             | -             | -             | 9      | 0      |
| Усього за «Беневенто» | Усього за «Беневенто» | Усього за «Беневенто» | 117+6     | 5         |                    | 7                  | 1                  |                      | -                    | -                    |               | 2             | 0             | 132    | 6      |
| 2018–19               | «Лечче»               | B (ІІ)                | 25        | 2         | КІ                 | 0                  | 0                  | -                    | -                    | -                    | -             | -             | -             | 25     | 2      |
| 2019-2020             | «Лечче»               | A (І)                 | 36        | 3         | КІ                 | 1                  | 0                  | -                    | -                    | -                    | -             | -             | -             | 37     | 3      |
| 2020-2021             | «Лечче»               | B (ІІ)                | 37+2      | 0         | КІ                 | 2                  | 0                  | -                    | -                    | -                    | -             | -             | -             | 41     | 0      |
| 2021-2022             | «Лечче»               | B (ІІ)                | 37        | 1         | КІ                 | 2                  | 0                  | -                    | -                    | -                    | -             | -             | -             | 39     | 1      |
| Усього за «Лечче»     | Усього за «Лечче»     | Усього за «Лечче»     | 135+2     | 6         |                    | 5                  | 0                  |                      | -                    | -                    |               | -             | -             | 142    | 6      |
| 2022-2023             | «Фрозіноне»           | B (ІІ)                | 31        | 4         | КІ                 | 1                  | 0                  | -                    | -                    | -                    | -             | -             | -             | 32     | 4      |
| 2023–2024             | «Палермо»             | B (ІІ)                | 3         | 1         | КІ                 | 1                  | 0                  | -                    | -                    | -                    | -             | -             | -             | 4      | 1      |
| Усього за кар'єру     | Усього за кар'єру     | Усього за кар'єру     | 462+8     | 29        |                    | 37                 | 5                  |                      | -                    | -                    |               | 4             | 1             | 511    | 35     |